# St. Edmund’s Chapel

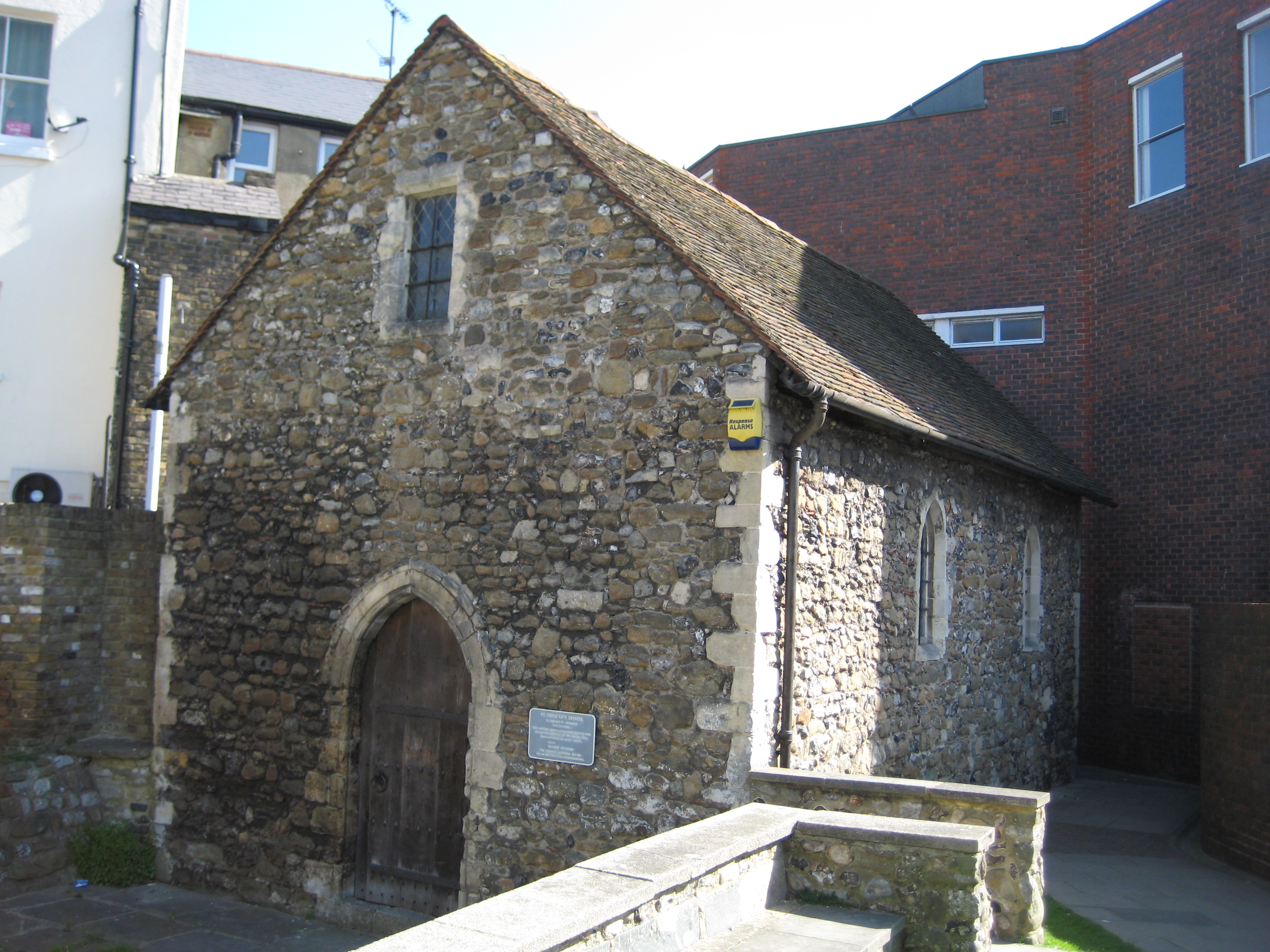
St. Edmund's Chapel

Die St. Edmund's Chapel ist eine dem Heiligen Edmund geweihte Kirche in Dover. Sie wurde 1262 als Wegkapelle oder Ruhekapelle am Armenfriedhof beim Maison Dieu nur wenig außerhalb des abgeschlossenen mittelalterlichen Stadtbezirkes, kurz oberhalb des Biggin Gate unter anderem für die Pilger zum Schrein des Thomas Becket in der Kathedrale von Canterbury vollendet. Der Friedhof war von den Mönchen der Priorei Dover eingerichtet worden.
Das Gebäude ist gut 9 Meter lang, knapp 5 Meter breit und besteht aus zwei Fuß dicken Rohsteinen, verziert und ergänzt mit Caen-Steinen. 
Ihre Weihe erfolgte am Sonntag Laetare am 30. März 1253 durch den Bischof Richard von Chichester, der auf einer Reise durch den Süden Englands über Canterbury nach Dover gelangte, wo er erkrankte und im Maison Dieu abstieg. Er hielt in der Kapelle eine Predigt, in welcher er erwähnte, dass er vor seinem Lebensende noch eine Kirche zu Ehren des Heiligen Edmund weihen wolle. So ist diese Kirche die einzige Kirche, die von einem englischen Heiligen auf den Namen eines anderen englischen Heiligen geweiht wurde. 
Am folgenden Morgen brach Richard von Chichester während der Messfeier zusammen und wurde in das Maison Dieu gebracht, wo er am 3. April starb. Seine inneren Organe wurden seinem Wunsch gemäß in den Altar der Kapelle verbracht, während sein Leichnam für die Überführung in die Kathedrale von Chichester vorbereitet wurde, wo er begraben werden wollte. In der Folge wurde die Kapelle dadurch ein eigenständiges Pilgerziel.
Während der Auflösung der englischen Klöster wurden die Kapelle, die Priorei und das Maison Dieu 1544 aufgelöst. Die Kapelle wurde Lagerraum für die britische Marine und wurde später Lagerraum für die in der Biggin Street errichteten Geschäfte.
In der Mitte des 19. Jahrhunderts wurde sie in ein zweistöckiges Gebäude umgebaut und wurde zu einem Wohn- und Handwerksgebäude. 1943 zerstörten Artillerieangriffe der deutschen Langstreckengeschütze über den Kanal hinweg die beiden Geschäftsgebäude, die die Kapelle zur Priory Road verdeckten, beließen die Kapelle aber unbeschädigt. Versuche, die Kapelle 1963 als Scheduled Monument schützen zu lassen, scheiterten und die Kapelle sollte abgerissen werden.
Durch die Bemühungen eines örtlichen katholischen Priesters wurde sie 1965 privat erworben. 1967 begann eine einjährige Restaurierung, während welcher bewusst mittelalterliche Baumethoden angewandt wurden, so dass ca. 75 Prozent des heutigen Gebäudes original erhalten sind. Im Jahr 1968 wurde die Kapelle erneut geweiht. Während der Restaurierung wurde von Brian Philp eine viertägige intensive archäologische Untersuchung des Objektes vorgenommen.
Es handelt sich heute um eine ökumenische Kapelle, die vom St. Edmund of Abingdon Memorial Trust betrieben wird. Sie wird für an wechselnden Samstagen durchgeführte morgendliche Eucharistiefeiern sowie für Vigilfeiern und Kerzenandachten an den Feiertagen des St. Edmund und des St. Richard genutzt und ist nur unregelmäßig für die Öffentlichkeit zugänglich.